# 月腹刺鲀
月腹刺鲀（学名：Gastrophysus lunaris）为鲀科腹刺鲀属的鱼类。分布于红海、印度洋、马来群岛、日本、菲律宾、澳大利亚以及中国南海、东海等海域，属于热带和亚热带近海底层鱼类。该物种的模式产地在马拉巴。